# The Treehouse Tapes
The Treehouse Tapes – pierwszy album demo amerykańskiego zespołu muzycznego Alice in Chains – grającego w owym czasie pod nazwą Diamond Lie – zarejestrowany na początku 1988. Nagrania odbyły się w Treehouse Studio w Issaquah w stanie Waszyngton. Materiał został wydany niezależnie. Produkcją i dystrybucją zajęli się muzycy. Część zawartych na albumie utworów znalazło się na drugim demie z 1988, a następnie, wersje pochodzące z niego zawarto na retrospekcyjnym box secie kompilacyjnym Music Bank (1999).

## Geneza
Latem 1987 Jerry Cantrell, mający za sobą występy w zespołach Diamond Lie i Gypsy Rose, poznał, za pośrednictwem Nicka Pollocka, wokalistę Alice N’ Chains, Layne’a Staleya, który zaoferował mu możliwość zamieszkania w magazynie Music Bank, przemianowanym na kompleks sal prób. W tym samym czasie kapela Alice N’ Chains zaczynała się rozpadać. Cantrell wraz z perkusistą Seanem Kinneyem zainicjowali proces formowania nowego projektu muzycznego. Do współpracy zaprosili basistę Mike’a Starra, z którym Cantrell przez krótki czas grał w Gypsy Rose. Staley jammował z nowym zespołem Cantrella, jednak nie zdecydował się dołączyć do niego na pełny etat, ponieważ był zaangażowany w działalność 40 Years of Hate, efemerycznego projektu Rona Holta. Na mocy wypracowanego konsensusu śpiewał on w nowo powstałym zespole Cantrella, który z kolei grał na gitarze w 40 Years of Hate.
Jeden z lokalnych promotorów, usłyszawszy próbę grupy Cantrella w Music Bank, zorganizował muzykom występ w Kane Hall na Uniwersytecie Waszyngtońskim (UW) w Seattle w stanie Waszyngton. Po rozwiązaniu 40 Years of Hate Staley dołączył do kapeli Cantrella, Starra i Kinneya, noszącej w owym czasie nazwę Diamond Lie. Ich pierwszy koncert odbył się 15 stycznia 1988 na wspomnianej Kane Hall na Uniwersytecie Waszyngtońskim.

## Nagrywanie

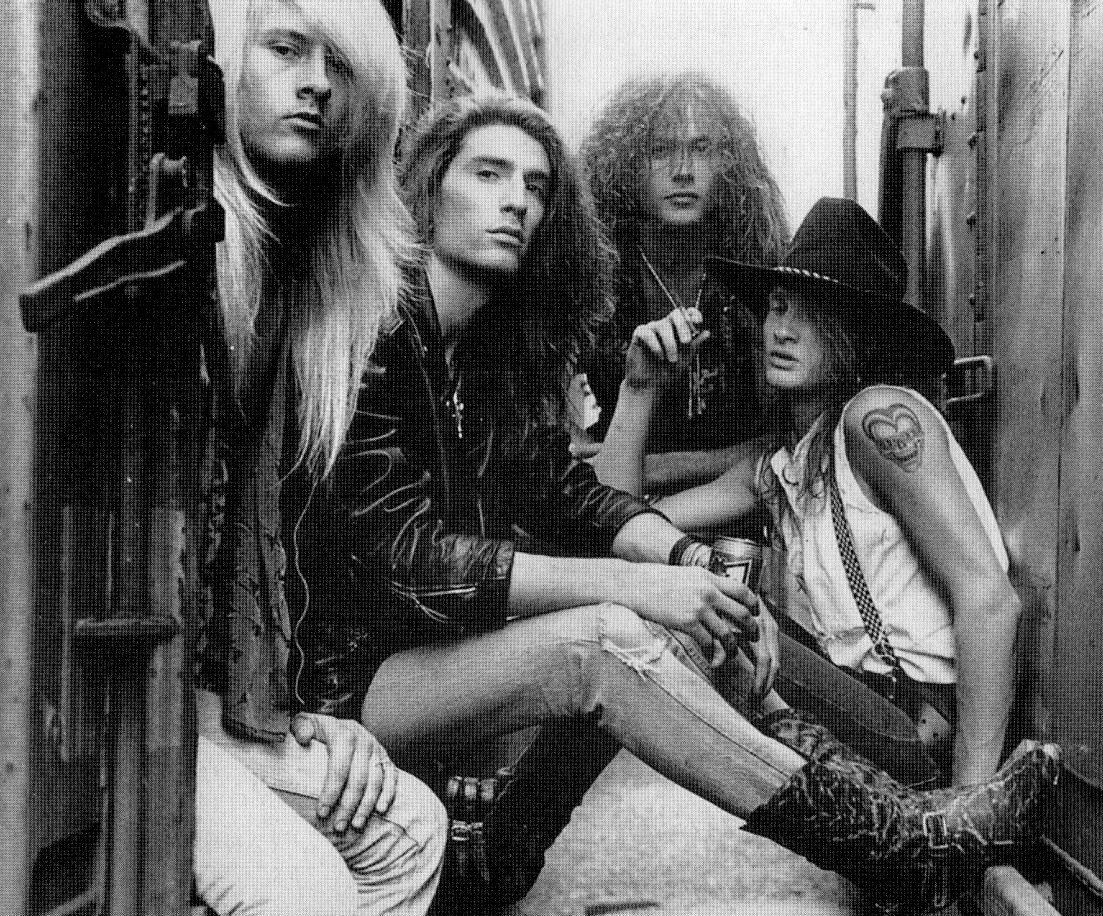
Alice in Chains (na zdj. w 1988)

Po skompletowaniu składu muzycy przystąpili do nagrań dema. Pożyczywszy furgonetkę od kapeli Coffin Break przewieźli swoje instrumenty i sprzęt do Issaquah w stanie Waszyngton, gdzie w pomieszczeniu Treehouse – które było zaadaptowane na studio nagrań i należało do producenta PC Ring – nagrali premierowy materiał, składający się z ośmiu utworów. Cantrell – wspominając nagrania – przyznawał: „Zapłaciłem za demo, które zrobiliśmy w domku na drzewie na zboczu góry – to nie żart. Pożyczyliśmy vana od lokalnego zespołu Coffin Break i nagraliśmy to pieprzone demo na szczycie tej góry w domku na drzewie w Issaquah. Po drodze straciliśmy cały nasz sprzęt, bo tylne drzwi się otworzyły. Ale nagraliśmy to”.
Kinney, w rozmowie z magazynem „Kerrang!”, wspomniał proces nagrań:
Mama Jerry’ego Cantrella właśnie zmarła, zostawiając trochę pieniędzy, które postanowiliśmy wydać na demo. W tym czasie nie znaliśmy się zbyt długo, i po prostu chcieliśmy zrobić demo, które by nam umożliwiło granie koncertów w lokalnych klubach. Zarejestrowaliśmy te piosenki w pomieszczeniu Treehouse. Podczas naszych wczesnych występów, Layne był tak młody, że nie mógł wejść do lokalu, nim nie zaczęliśmy grać. Na początku nie byliśmy poważnym zespołem, ale po tym demie wiedzieliśmy, że chcemy coś zrobić.
W ocenie Davida de Soli, autora książki Alice in Chains: The Untold Story (2015), demo The Treehouse Tapes odegrało „kluczową rolę we wczesnej historii zespołu”.

## Opis albumu

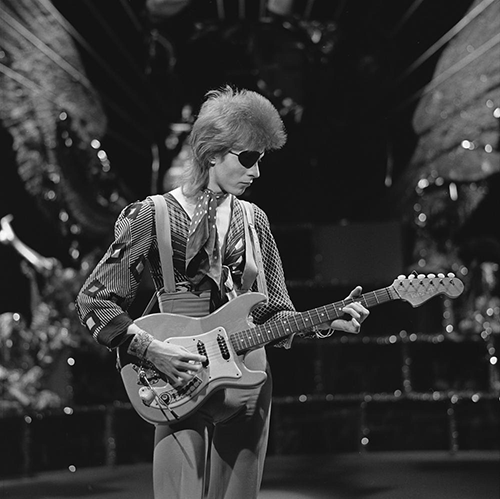
Zespół nagrał cover z repertuaru Davida Bowiego (na zdj. w 1974)

Materiał The Treehouse Tapes składa się z ośmiu kompozycji, w których skład wchodzi także cover Davida Bowiego – „Suffragette City”, oryginalnie pochodzący z piątego albumu studyjnego angielskiego wokalisty The Rise and Fall of Ziggy Stardust and the Spiders from Mars (1972). Idea zamieszczenia własnej interpretacji utworu Bowiego wywodzi z czasów zespołu Diamond Lie, w którym występował Cantrell. Jej pomysłodawcą był ówczesny wokalista, Scott Damon. Jordan Babula z „Teraz Rocka” – dla którego Alice in Chains brzmieli w 1988 jak skrzyżowanie Guns N’ Roses z Mother Love Bone –  część materiału z The Treehouse Tapes charakteryzował jako heavy metal w stylu pierwszej z kapel. Kopie dema muzycy sprzedawali przed swoimi koncertami.
Utwory „I Can’t Have You Blues”, „Killing Yourself” i „Whatcha Gonna Do” znalazły się na drugim demie, jakie zespół nagrał latem 1988 pod kierownictwem Ricka Parashara w London Bridge Studio w Seattle, a następnie ich wersje zamieszczono na późniejszych wydawnictwach Alice in Chains. „Killing Yourself” ponownie nagrano w trakcie sesji do debiutanckiego albumu studyjnego Facelift (1990), jednak nie uwzględniono go na płycie z uwagi na niechęć Staleya do niego. Szybsza wersja utworu, trwająca 2 minuty i 39 sekund, trafiła na winylową edycję minialbumu We Die Young, opublikowanego latem 1990 nakładem Columbia. Napisany na przełomie jesieni i zimy 1986 „Queen of the Rodeo” pochodzi z czasu, gdy Staley występował w Alice N’ Chains. W 1999 został on zamieszczony na retrospekcyjnym box secie kompilacyjnym Music Bank w wersji koncertowej – tę samą wersję umieszczono na kompilacji koncertowej Live (2000).
Kinney, odnosząc się do materiału zawartego na albumie demo, przyznawał: „Były trochę głupie [utwory] […] Kiedy je nagrywaliśmy, te piosenki nie brzmiały aż tak niepoważnie, ponieważ taki był wtedy klimat muzyczny. Mimo że niektóre z utworów są dość żenujące, istnieją momenty, które są dobre. Myślę, że refren w «Social Parasite» był dosyć fajny”.

## Lista utworów
Opracowano na podstawie materiału źródłowego:
| Nr | Tytuł utworu             | Autorzy                 | Długość |
| -- | ------------------------ | ----------------------- | ------- |
| 1. | „Bite the Bullet”        | b.d.                    | 2:00    |
| 2. | „Chemical Addiction”     | b.d.                    | 4:52    |
| 3. | „I Can’t Have You Blues” | Jerry Cantrell          | 4:01    |
| 4. | „Killing Yourself”       | Layne Staley • Cantrell | 3:03    |
| 5. | „Fairytale Love Story”   | b.d.                    | 3:11    |
| 6. | „Suffragette City”       | David Bowie             | 3:07    |
| 7. | „Queen of the Rodeo”     | Staley • Jet Silver     | 3:54    |
| 8. | „Whatcha Gonna Do”       | Staley • Cantrell       | 2:54    |
|    |                          |                         | 27:02   |

## Informacje
- szybszą wersję utworu 4 zamieszczono na minialbumie We Die Young (1990)[35]
- utwory 3, 4 i 8 zostały zamieszczone na drugim demie z 1988, a wersje pochodzące z niego weszły w skład box setu kompilacyjnego Music Bank (1999)[30][31]
- koncertowa wersja utworu 7 została zamieszczona na składance Music Bank i albumie kompilacyjno-koncertowym Live (2000)[32]

## Personel
Opracowano na podstawie materiału źródłowego:
| Alice in Chains - Layne Staley – śpiew - Jerry Cantrell – gitara rytmiczna, gitara prowadząca, wokal wspierający - Mike Starr – gitara basowa - Sean Kinney – perkusja | Produkcja - Producent muzyczny: Alice in Chains |